# Ahmed Bennour
Ahmed Bennour, né le 28 novembre 1937 à Tunis et mort le 23 juillet 2022, est un homme politique tunisien.

## Biographie
Après avoir étudié au collège Sadiki et à la faculté de droit et des sciences politiques et économiques de Tunis, il devient attaché de cabinet au ministère de l'Intérieur en 1965. Élu maire d'El Guettar en 1966, il est député de la circonscription de Sidi Bouzid de 1974 à 1979 ainsi que gouverneur de Sousse du 8 juin 1973 au 5 mars 1974.
Le 14 janvier 1974, il est nommé secrétaire d'État auprès du ministre de la Défense nationale, Hédi Khefacha, dans le gouvernement de Hédi Nouira.
Du 17 mars 1983 au 8 mai 1984, il est secrétaire d'État auprès du ministre de l'Intérieur, chargé de la Sûreté nationale.
Opposant de Zine el-Abidine Ben Ali, il s'exile en France après le coup d'État de 1987 et fait son retour après la révolution, en 2014, lorsqu'il rejoint le parti Nidaa Tounes de Béji Caïd Essebsi.